# Les Paul

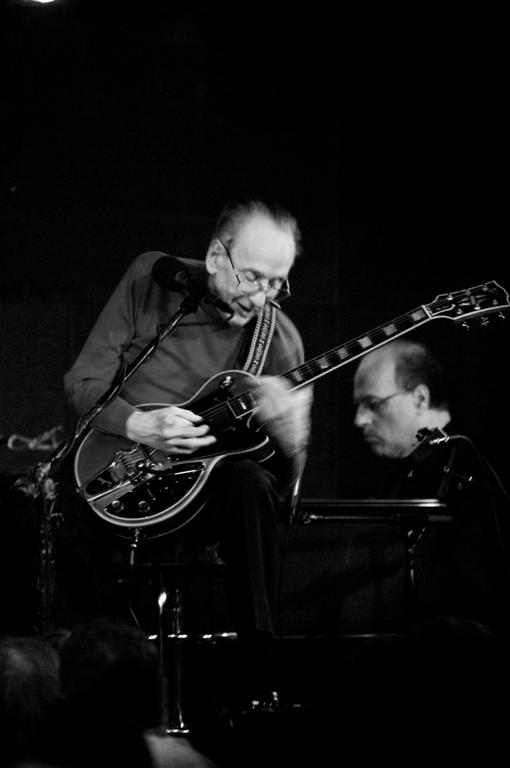
Les Paul în concert la Iridium Jazz Club din New York City, 2008.

Les Paul (n. Lester William Polsfuss, 9 iunie 1915 - d. 12 august 2009) a fost un chitarist american de jazz și muzică country, compozitor și inventator. El a fost un pionier în dezvoltarea chitarei electrice cu corp solid, care a făcut ca „sunetul de rock and roll să fie posibil”.